# Bas Banning en de meesterspion
Bas Banning en de meesterspion is een in 1974 nieuw verschenen deel van de Bas Banning-serie, geschreven door een andere auteur dan de A. van Aardenburg die in de jaren vijftig en begin jaren zestig de eerste twaalf avonturen schreef. Het verhaal speelt in Parijs, waar een spion tracht de formule voor raketbrandstof te stelen van de regering. Een breuk met eerdere delen is dat het avontuur nu begint in Amsterdam en dat de familie van Bas nauwelijks een rol speelt in het verhaal.

## Omslag en illustraties
Het omslag is van Herson, die ook de zes illustraties verzorgde.

## Inhoud
Als Bas op een avond op de televisie een opsporingsbericht ziet voor de gevaarlijke spion Yasmin Takari, herinnert hij zich deze de vorige avond in Amsterdam in de bioscoop gezien te hebben. De volgende dag ziet Bas, op weg naar een afspraak met fotograaf Heiligers in Amsterdam, Takari op straat lopen, zij het zonder baard. De man heeft echter zo'n opvallende wrat boven zijn oog dat Bas hem meteen herkent. Hij volgt Takari, die op het Centraal Station de trein naar Parijs neemt. Bas neemt ook de trein, maar wordt door Takari herkend. Takari heeft in Frankrijk het ontwerp voor een ruimteraket waarmee Frankrijk zijn prestige wil verhogen, gestolen, maar moet nogmaals terug naar Parijs om ook de brandstofformule te bemachtigen.
Heiligers, ongerust over het wegblijven van Bas, laat de politie een opsporingsbericht verspreiden. Iemand heeft Bas de trein zien nemen, waarop Heiligers op zijn beurt naar Parijs vertrekt. Daar neemt hij contact op met de politie, die Bas zojuist heeft aangehouden wegens verblijf zonder paspoort. Bas heeft de Franse commissaris Lafayette verteld over Takari en neemt nu met Heiligers zijn intrek in een hotel. Daar maken zij kennis met de rijke Amerikaanse toeriste Pamela Jackson. Takari houdt zich schuil in de kliniek 'Hôpital de La Sainte Thérèse', waar de rijken van Frankrijk kuren vanwege hun ingebeelde ziekten. Met een telescoop bespioneert hij vandaar het drie kilometer verder gelegen Laboratorium voor Ruimteonderzoek. Takari laat Bas schaduwen door een van zijn handlangers en geeft hem opdracht Bas en Heiligers te ontvoeren en naar de kliniek te brengen. De als ziekenbroeders verklede handlangers vervoegen zich met een ambulance bij het hotel en overvallen het duo. Bas weet uit de kliniek te ontsnappen, maar wordt later weer in zijn kraag gepakt als Bas de bandieten tegenkomt en hen niet herkent, omdat ze nu in lijkwagen rijden.
De lijkwagen gaat naar begraafplaats Père Lachaise om Heiligers en Bas levend te begraven. Daar loopt echter ook miss Pamela Jackson rond, die het gedrag van de lijkgravers verdacht vindt. Wanneer zij de zogenaamde doden herkent als haar ontvoerde mede-hotelgasten, rent ze naar de politie. Intussen krijgen de boeven ruzie en weten Bas en Heiligers te ontsnappen. Meesterspion Yasmin Takari vlucht in een auto, maar komt bij een ongeluk om het leven.

## Schrijfstijl
De sensationele schrijfstijl wijkt af van de nuchtere toon uit de eerdere delen. De karaktertekening is wat oppervlakkiger en de intrige minder doordacht.

## Publicatiegeschiedenis
Tien van de twaalf boeken van Bas Banning werden in de jaren zeventig heruitgegeven, voorzien van nieuwe omslagen en illustraties. Bas Banning en de meesterspion is een nieuw deel in de reeks, niet geschreven door A. van Aardenburg, maar door A. van Aardenburg jr.